# Ricardo Oliveira
Ricardo Oliveira (San Paolo, 6 maggio 1980) è un ex calciatore brasiliano, di ruolo attaccante.

## Caratteristiche tecniche
Giocava come centravanti. Le sue doti migliori erano l'imprevedibilità e l'abilità di calciare con entrambi i piedi. È inoltre sempre stato un ottimo rigorista.

## Carriera

### Club

#### Gli inizi
Dopo aver cominciato la propria carriera in Brasile nel Portuguesa, nel 2002 si trasferisce al Santos. È stato capocannoniere della Coppa Libertadores 2003 con la maglia del Santos segnando 9 reti (a pari merito con Marcelo Delgado).

#### Valencia, Betis e San Paolo
Nel 2003 arriva in Europa, al Valencia, squadra della Liga spagnola e dopo una stagione in cui vince il campionato (21 presenze e 8 reti) e la Coppa UEFA passa al Betis Siviglia. Nella prima stagione in Andalusia realizza 22 gol in 37 presenze. Nella seconda, durante una partita di Champions League, si scontra col difensore del Chelsea Ricardo Carvalho infortunandosi gravemente ad un ginocchio; a fine stagione avrà totalizzato un totale di 7 reti in 15 partite.
Ad aprile 2006 viene ceduto in prestito al San Paolo, con cui raggiunge la finale della Coppa Libertadores 2006, anche se non la può disputare perché i termini del prestito al San Paolo, già decorsi, gli impongono di ritornare al Betis. Tornato al Betis alla fine della stagione 2005-2006, è stato multato di un milione di euro dal club spagnolo per essersi presentato in ritardo al ritiro poiché voleva partecipare alla finale di Coppa Libertadores con il San Paolo. In seguito è stato nuovamente multato di tre milioni di euro per essersi sottoposto alle visite mediche del Milan senza autorizzazione.

#### Milan
Alla fine della sessione estiva del calciomercato 2006 è acquistato dal Milan in cambio di 17 milioni di euro e del cartellino del centrocampista svizzero Johann Vogel. Esordisce in Serie A il 9 settembre in Milan-Lazio (2-1), segnando il secondo gol. Nella sua prima stagione con il Milan il giocatore non è impiegato con continuità dall'allenatore Carlo Ancelotti. Alla fine totalizza 3 gol in 26 presenze in campionato e 2 gol in Coppa Italia.

#### Real Saragozza e ritorno al Betis
Nell'estate 2007, per 2 milioni di euro, è ceduto in prestito con diritto di riscatto (fissato a 11 milioni) al Real Saragozza, dove riprende a segnare con continuità. A fine stagione i suoi gol nella Liga saranno 18, ma non basteranno ad evitare la retrocessione in seconda divisione della sua squadra che nell'ultima gara di campionato crolla a Maiorca per 3-2 (dove lo stesso Oliveira firmerà una doppietta). Il 25 maggio 2008 il Real Saragozza annuncia di aver esercitato il diritto di riscatto sul giocatore versando gli 11 milioni di euro concordati con il Milan l'estate precedente.
Il 1º febbraio 2009 ritorna al Betis Siviglia in compartecipazione firmando il contratto fino al 2013. Sei giorni dopo divenne decisivo per la vittoria del Derbi sevillano, mettendo a segno la propria prima rete all'83' minuto. A fine stagione, con la squadra sivigliana retrocessa, decide di lasciare la squadra assieme al proprio compagno di squadra Sergio García de la Fuente. In totale, con la maglia del Betis ha messo insieme 16 presenze e 6 reti in campionato.

#### Al-Jazira
Nel luglio 2009 passa all'Al-Jazira di Abu Dhabi per circa 14 milioni di euro. Il 27 luglio 2010 il San Paolo ufficializza il trasferimento in prestito del giocatore fino alla fine della stagione. Il 27 aprile 2011 il dirigente del Milan Adriano Galliani rende noto che il Real Saragozza non ha al momento ancora versato 6 milioni di euro della quota di riscatto del calciatore dal Milan. Il 16 agosto 2011 torna all'Al-Jazira. Nella gara inaugurale della AFC Champions League 2012 persa per 4-2 contro il Nasaf Qarshi ha messo a segno la sua prima rete per il club, segnandone poi altre tre contro lo stesso avversario il 2 maggio. Due settimane più tardi più tardi metterà a segno un poker nella gara vinta contro l'Al-Rayyan. Agli ottavi di finale, il club qatariota incontra i sauditi dell'Al-Ahli con Oliveira che andò a segno due volte, salvo poi sbagliare un rigore cruciale che finì per eliminare la propria squadra dalla competizione. A fine gennaio 2014, dati gli arrivi di Jucilei e Felipe Caicedo, il suo contratto viene rescisso.

#### Al-Wasl
Nel gennaio 2014 Oliveira si trasferisce al club arabo dell'Al-Wasl.

#### Ritorno al Santos
Il 12 gennaio 2015, Ricardo Oliveira viene messo sotto contratto dal Santos sottoscrivendo un contratto di cinque mesi. Nei primi mesi al Santos dimostra grande impegno laureandosi capocannoniere del torneo e, date le buone prestazioni, il suo contratto venne rinnovato fino al 2017, raggiungendo la quota di 20 reti stagionali contro lo Chapecoense.
L'anno successivo mise a segno una rete fondamentale nella finale del Campionato Paulista 2016 contro il Grêmio Osasco Audax. Successivamente, l'attaccante brasiliano si vide costretto a lasciare il campo a causa di un infortunio al ginocchio, che finirà per tenerlo fermo per due mesi. Il 27 luglio mise a segno una tripletta in Coppa del Brasile contro il Gama. Nonostante un anno sovrastato dagli acciacchi fisici, Oliveira concluse la stagione mettendo a referto nove reti contribuendo al piazzamento al terzo posto della sua squadra. Il 20 dicembre, dopo non esser riuscito a trovare un accordo per il rinnovo, ha lasciato il club.

#### Atlético Mineiro
Firma per l'Atlético Mineiro il successivo 21 dicembre, legandosi al club per tre anni. Nella partita di andata della finale del Campionato Mineiro 2018, segna due reti nella vittoria 3-1 sul Cruzeiro. Già dopo poco tempo riuscì a convincere tutto l'ambiente intorno a sé, anche grazie alle sue 18 reti segnate in 40 gare, instaurando inoltre un grande rapporto con i compagni e la tifoseria. Tuttavia, il 25 settembre 2020 il giocatore fa causa alla società per via del mancato pagamento del suo stipendio, ottenendo poi la rescissione del contratto.

#### Ultimi anni e ritiro
Il 29 settembre 2020, firmerà a titolo gratuito per il Coritiba. Tuttavia, la sua esperienza si rivelerà totalmente sottotono con il giocatore che nei primi mesi non riuscirà mai ad andare a segno. Successivamente ,dopo aver totalizzato 18 presenze ufficiali e messo a segno solamente due reti non verrà più utilizzato dal tecnico per i seguenti tre mesi, venendo messo ufficialmente ai margini della squadra. Nel maggio del 2021 il suo contratto non viene rinnovato, rimanendo svincolato.
Il 24 gennaio 2022, il giocatore firma per il São Caetano. Terminerà la sua esperienza dopo appena dieci giorni dove non riuscirà mai a scendere in campo per gare ufficiali: La causa di questa scelta è legata alle insicurezze del giocatore dopo l'esonero del tecnico che lo aveva scelto, Max Sandro.
A 41 anni firma per l'Athletic, squadra dello Stato del Minas Gerais. Il 30 marzo 2022 mise a segno la sua prima rete su calcio di rigore contro il Caldense. Tuttavia, dopo aver totalizzato nove presenze e messo a segno una rete, il 5 aprile successivo decide di rescindere il proprio contratto dopo aver aiutato la squadra a vincere il Campionato Mineiro 2022.
Il 1⁰ gennaio 2023, si accorderà per un altro club, unendosi al Brasília FC. Ha messo a segno la prima rete per il club nella gara esterna persa per 2-1 contro il Paranoá. Tuttavia, ha lasciato la squadra il 15 marzo successivo dopo aver totalizzato solamente sette presenze.
Il 28 luglio 2023 annuncia il suo ritiro dal calcio giocato all'età di 43 anni.

### Nazionale
Debutta ufficialmente con la Nazionale brasiliana, l'8 luglio 2004 in Copa america contro il Cile. Nel settembre 2015 viene richiamato dalla "Selecao" a distanza di 8 anni e mezzo, dall'ultima apparizione, dal CT. Dunga per le partite di qualificazione al mondiale 2018 di ottobre, contro Cile e Venezuela. Viene convocato dallo stesso Dunga per la Copa America del centenario che prende il via a giugno 2016, ma non può disputarla a causa di un infortunio e viene sostituito da Jonas.

## Statistiche

### Presenze e reti nei club
Tra club, nazionale maggiore, Ricardo Oliveira ha giocato globalmente 775 partite segnando 382 reti, alla media di 0,51 gol a partita.
Statistiche aggiornate all'11 marzo 2023.
| Stagione                | Squadra                 | Campionato              | Campionato | Campionato | Coppe nazionali | Coppe nazionali | Coppe nazionali | Coppe continentali | Coppe continentali | Coppe continentali | Altre coppe | Altre coppe | Altre coppe | Totale | Totale |
| Stagione                | Squadra                 | Comp                    | Pres       | Reti       | Comp            | Pres            | Reti            | Comp               | Pres               | Reti               | Comp        | Pres        | Reti        | Pres   | Reti   |
| ----------------------- | ----------------------- | ----------------------- | ---------- | ---------- | --------------- | --------------- | --------------- | ------------------ | ------------------ | ------------------ | ----------- | ----------- | ----------- | ------ | ------ |
| 2000                    | Portuguesa              | A                       | 5          | 1          | CB              | -               | -               | -                  | -                  | -                  | -           | -           | -           | 5      | 1      |
| 2001                    | Portuguesa              | A1/SP+A                 | 10+24      | 5+14       | CB              | 6               | 5               | -                  | -                  | -                  | -           | -           | -           | 40     | 24     |
| 2002                    | Portuguesa              | A                       | 17         | 8          | CB              | 5               | 4               | -                  | -                  | -                  | RSP         | 15          | 12          | 37     | 24     |
| Totale Portuguesa       | Totale Portuguesa       | Totale Portuguesa       | 56         | 28         |                 | 11              | 9               |                    | -                  | -                  |             | 15          | 12          | 82     | 49     |
| 2003                    | Santos                  | A1/SP+A                 | 6+14       | 7+4        | CB              | -               | -               | CL                 | 11                 | 9                  | -           | -           | -           | 31     | 20     |
| 2003-2004               | Valencia                | PD                      | 21         | 8          | CR              | 3               | 0               | CU                 | 6                  | 1                  | -           | -           | -           | 30     | 9      |
| 2004-2005               | Betis                   | PD                      | 37         | 22         | CR              | 8               | 4               | -                  | -                  | -                  | -           | -           | -           | 45     | 26     |
| 2005-apr. 2006          | Betis                   | PD                      | 9          | 4          | CR              | -               | -               | UCL                | 5                  | 3                  | SS          | 1           | 0           | 15     | 7      |
| 2006                    | San Paolo               | A                       | 8          | 5          | CB              | -               | -               | CL                 | 4                  | 2                  | -           | -           | -           | 12     | 7      |
| 2006-2007               | Milan                   | A                       | 26         | 3          | CI              | 5               | 2               | UCL                | 6                  | 0                  | -           | -           | -           | 37     | 5      |
| 2007-2008               | Real Saragozza          | PD                      | 37         | 18         | CR              | 4               | 3               | CU                 | 2                  | 1                  | -           | -           | -           | 43     | 22     |
| 2008-gen. 2009          | Real Saragozza          | SD                      | 18         | 9          | CR              | 0               | 0               | -                  | -                  | -                  | -           | -           | -           | 18     | 9      |
| Totale Real Saragozza   | Totale Real Saragozza   | Totale Real Saragozza   | 55         | 27         |                 | 4               | 3               |                    | 2                  | 1                  |             | -           | -           | 61     | 31     |
| gen.-giu. 2009          | Betis                   | PD                      | 16         | 6          | CR              | -               | -               | -                  | -                  | -                  | -           | -           | -           | 16     | 6      |
| Totale Betis            | Totale Betis            | Totale Betis            | 62         | 32         |                 | 8               | 4               |                    | 5                  | 3                  |             | 1           | 0           | 76     | 39     |
| 2009-2010               | Al-Jazira               | UAE                     | 13         | 8          | CEA+EC          | -               | -               | ACL                | 0                  | 0                  | -           | -           | -           | 13     | 8      |
| 2010                    | San Paolo               | A                       | 15         | 7          | CB              | -               | -               | CL                 | 2                  | 1                  | -           | -           | -           | 17     | 8      |
| Totale San Paolo        | Totale San Paolo        | Totale San Paolo        | 23         | 12         |                 | -               | -               |                    | 6                  | 3                  |             | -           | -           | 29     | 15     |
| 2010-2011               | Al-Jazira               | UAE                     | 11         | 10         | CEA+EC          | -               | -               | ACL                | 3                  | 1                  | -           | -           | -           | 14     | 11     |
| 2011-2012               | Al-Jazira               | UAE                     | 20         | 14         | CEA+EC          | 9+0             | 7               | ACL                | 7                  | 12                 | SC          | 1           | 0           | 37     | 33     |
| 2012-2013               | Al-Jazira               | UAE                     | 22         | 17         | CEA+EC          | 10+0            | 11              | ACL                | 5                  | 1                  | SC          | 1           | 0           | 38     | 29     |
| 2013-gen. 2014          | Al-Jazira               | UAE                     | 12         | 5          | CEA+EC          | 5+0             | 6               | -                  | -                  | -                  | -           | -           | -           | 17     | 11     |
| Totale Al-Jazira        | Totale Al-Jazira        | Totale Al-Jazira        | 78         | 54         |                 | 24              | 24              |                    | 15                 | 14                 |             | 2           | 0           | 119    | 92     |
| gen.-giu. 2014          | Al-Wasl                 | UAE                     | 11         | 4          | CEA+EC          | 1+0             | 0               | -                  | -                  | -                  | -           | -           | -           | 12     | 4      |
| 2015                    | Santos                  | A1/SP+A                 | 18+32      | 11+20      | CB              | 12              | 6               | -                  | -                  | -                  | -           | -           | -           | 62     | 37     |
| 2016                    | Santos                  | A1/SP+A                 | 15+20      | 7+11       | CB              | 3               | 4               | -                  | -                  | -                  | -           | -           | -           | 38     | 22     |
| 2017                    | Santos                  | A1/SP+A                 | 6+23       | 1+8        | CB              | 3               | 0               | CL                 | 8                  | 3                  | -           | -           | -           | 40     | 12     |
| Totale Santos           | Totale Santos           | Totale Santos           | 134        | 69         |                 | 18              | 10              |                    | 19                 | 12                 |             | -           | -           | 171    | 91     |
| 2018                    | Atlético Mineiro        | M1/MG+A                 | 13+35      | 6+13       | CB              | 7               | 3               | CS                 | 1                  | 0                  | -           | -           | -           | 56     | 22     |
| 2019                    | Atlético Mineiro        | M1/MG+A                 | 8+21       | 7+2        | CB              | 3               | 0               | CL+CS              | 9+5                | 5+0                | -           | -           | -           | 46     | 14     |
| gen.-set. 2020          | Atlético Mineiro        | M1/MG+A                 | 6+0        | 0+0        | CB              | 1               | 1               | CS                 | 1                  | 0                  | -           | -           | -           | 8      | 1      |
| Totale Atlético Mineiro | Totale Atlético Mineiro | Totale Atlético Mineiro | 83         | 28         |                 | 11              | 4               |                    | 16                 | 5                  |             | -           | -           | 110    | 37     |
| set. 2020-feb. 2021     | Coritiba                | A1/PA+A                 | 0+18       | 0+2        | CB              | -               | -               | -                  | -                  | -                  | -           | -           | -           | 18     | 2      |
| gen.-feb. 2022          | São Caetano             | A1/SP+B                 | 0+0        | 0+0        | CB              | -               | -               | -                  | -                  | -                  | -           | -           | -           | 0      | 0      |
| 2022                    | Athletic                | M1/MG                   | 9          | 1          | CB              | 0               | 0               | -                  | -                  | -                  | -           | -           | -           | 9      | 1      |
| 2023                    | Brasília                | A1/DF                   | 7          | 2          | CB              | 0               | 0               | -                  | -                  | -                  | -           | -           | -           | 7      | 2      |
| Totale carriera         | Totale carriera         | Totale carriera         | 583        | 270        |                 | 85              | 56              |                    | 74                 | 39                 |             | 18          | 12          | 760    | 377    |

### Cronologia presenze e reti in nazionale
| Cronologia completa delle presenze e delle reti in nazionale ― Brasile | Cronologia completa delle presenze e delle reti in nazionale ― Brasile | Cronologia completa delle presenze e delle reti in nazionale ― Brasile | Cronologia completa delle presenze e delle reti in nazionale ― Brasile | Cronologia completa delle presenze e delle reti in nazionale ― Brasile | Cronologia completa delle presenze e delle reti in nazionale ― Brasile | Cronologia completa delle presenze e delle reti in nazionale ― Brasile | Cronologia completa delle presenze e delle reti in nazionale ― Brasile |
| Data                                                                   | Città                                                                  | In casa                                                                | Risultato                                                              | Ospiti                                                                 | Competizione                                                           | Reti                                                                   | Note                                                                   |
| ---------------------------------------------------------------------- | ---------------------------------------------------------------------- | ---------------------------------------------------------------------- | ---------------------------------------------------------------------- | ---------------------------------------------------------------------- | ---------------------------------------------------------------------- | ---------------------------------------------------------------------- | ---------------------------------------------------------------------- |
| 8-7-2004                                                               | Arequipa                                                               | Brasile                                                                | 1 – 0                                                                  | Cile                                                                   | Coppa America 2004 - 1º Turno                                          | -                                                                      | 64’                                                                    |
| 14-7-2004                                                              | Arequipa                                                               | Brasile                                                                | 1 – 2                                                                  | Paraguay                                                               | Coppa America 2004 - 1º Turno                                          | -                                                                      | 75’                                                                    |
| 18-7-2004                                                              | Piura                                                                  | Messico                                                                | 0 – 4                                                                  | Brasile                                                                | Coppa America 2004 - Quarti di finale                                  | 1                                                                      | 76’                                                                    |
| 9-2-2005                                                               | Hong Kong                                                              | Hong Kong                                                              | 1 – 7                                                                  | Brasile                                                                | Lunar New Year Cup 2005                                                | 2                                                                      | 67’                                                                    |
| 30-3-2005                                                              | Montevideo                                                             | Uruguay                                                                | 1 – 1                                                                  | Brasile                                                                | Qual. Mondiali 2006                                                    | -                                                                      | 63’                                                                    |
| 5-6-2005                                                               | Porto Alegre                                                           | Brasile                                                                | 4 – 1                                                                  | Paraguay                                                               | Qual. Mondiali 2006                                                    | -                                                                      | 75’                                                                    |
| 16-6-2005                                                              | Lipsia                                                                 | Brasile                                                                | 3 – 0                                                                  | Grecia                                                                 | Conf. Cup 2005 - 1º turno                                              | -                                                                      | 71’                                                                    |
| 19-6-2005                                                              | Hannover                                                               | Messico                                                                | 1 – 0                                                                  | Brasile                                                                | Conf. Cup 2005 - 1º turno                                              | -                                                                      | 66’                                                                    |
| 17-8-2005                                                              | Spalato                                                                | Croazia                                                                | 1 – 1                                                                  | Brasile                                                                | Amichevole                                                             | -                                                                      | 76’                                                                    |
| 15-11-2006                                                             | Basilea                                                                | Svizzera                                                               | 1 – 2                                                                  | Brasile                                                                | Amichevole                                                             | -                                                                      | 70’                                                                    |
| 27-3-2007                                                              | Stoccolma                                                              | Ghana                                                                  | 0 – 1                                                                  | Brasile                                                                | Amichevole                                                             | -                                                                      | 74’                                                                    |
| 8-10-2015                                                              | Santiago del Cile                                                      | Cile                                                                   | 2 – 0                                                                  | Brasile                                                                | Qual. Mondiali 2018                                                    | -                                                                      | 76’                                                                    |
| 13-10-2015                                                             | Fortaleza                                                              | Brasile                                                                | 3 – 1                                                                  | Venezuela                                                              | Qual. Mondiali 2018                                                    | 1                                                                      | 80’                                                                    |
| 14-11-2015                                                             | Buenos Aires                                                           | Argentina                                                              | 1 – 1                                                                  | Brasile                                                                | Qual. Mondiali 2018                                                    | -                                                                      | 57’                                                                    |
| 26-3-2016                                                              | Recife                                                                 | Brasile                                                                | 2 – 2                                                                  | Uruguay                                                                | Qual. Mondiali 2018                                                    | -                                                                      | 78’                                                                    |
| 30-3-2016                                                              | Asunción                                                               | Paraguay                                                               | 2 – 2                                                                  | Brasile                                                                | Qual. Mondiali 2018                                                    | 1                                                                      | 80’                                                                    |
| Totale                                                                 |                                                                        | Presenze                                                               | 15                                                                     |                                                                        | Reti                                                                   | 5                                                                      |                                                                        |

| Cronologia completa delle presenze e delle reti in nazionale (partite non ufficiali) ― Brasile | Cronologia completa delle presenze e delle reti in nazionale (partite non ufficiali) ― Brasile | Cronologia completa delle presenze e delle reti in nazionale (partite non ufficiali) ― Brasile | Cronologia completa delle presenze e delle reti in nazionale (partite non ufficiali) ― Brasile | Cronologia completa delle presenze e delle reti in nazionale (partite non ufficiali) ― Brasile | Cronologia completa delle presenze e delle reti in nazionale (partite non ufficiali) ― Brasile | Cronologia completa delle presenze e delle reti in nazionale (partite non ufficiali) ― Brasile | Cronologia completa delle presenze e delle reti in nazionale (partite non ufficiali) ― Brasile |
| Data                                                                                           | Città                                                                                          | In casa                                                                                        | Risultato                                                                                      | Ospiti                                                                                         | Competizione                                                                                   | Reti                                                                                           | Note                                                                                           |
| ---------------------------------------------------------------------------------------------- | ---------------------------------------------------------------------------------------------- | ---------------------------------------------------------------------------------------------- | ---------------------------------------------------------------------------------------------- | ---------------------------------------------------------------------------------------------- | ---------------------------------------------------------------------------------------------- | ---------------------------------------------------------------------------------------------- | ---------------------------------------------------------------------------------------------- |
| 25-5-2004                                                                                      | Barcellona                                                                                     | Catalogna                                                                                      | 2 – 5                                                                                          | Brasile                                                                                        | Amichevole                                                                                     | -                                                                                              |                                                                                                |
| Totale                                                                                         |                                                                                                | Presenze                                                                                       | 1                                                                                              |                                                                                                | Reti                                                                                           | 0                                                                                              |                                                                                                |

## Palmarès

### Club

#### Competizioni statali
- Campionato paulista: 2

Santos: 2015, 2016
- Campionato Mineiro: 1

Atlético Mineiro: 2020

#### Competizioni nazionali
- Campionato spagnolo: 1

Valencia: 2003-2004
- Coppa di Spagna: 1

Betis Siviglia: 2004-2005
- Coppa del Presidente: 2

Al-Jazira: 2010-2011, 2011-2012
- Etisalat Emirates Cup: 1

Al-Jazira: 2009-2010
- Campionato emiratino: 1

Al-Jazira: 2010-2011

#### Competizioni internazionali
- Coppa UEFA: 1

Valencia: 2003-2004
- UEFA Champions League: 1

Milan: 2006-2007

### Nazionale
- Coppa America: 1

2004
- Confederations Cup: 1

2005

### Individuale
- Capocannoniere della Coppa Libertadores: 1

2003 (9 gol, ex aequo con Marcelo Delgado)
- Capocannoniere dell'AFC Champions League: 1

2012 (12 gol)
- Capocannoniere del Campeonato Brasileiro Série A: 1

2015 (20 gol)
- Capocannoniere del Campionato Mineiro: 1

2018 (6 gol)
- Miglior giocatore straniero in Asia: 1

2012
- Bola de Prata: 1

2015